# Friedrich Wilhelm Zopf
Friedrich Wilhelm Zopf (12 grudnia 1846 w Roßleben, zm. 24 czerwca 1909 w Münster) – niemiecki botanik i mykolog.

## Życiorys
Urodził się w Roßleben w Turyngii. Początkowo pracował jako nauczyciel biologii w szkole podstawowej w Thondorf. W 1874 r. zrezygnował pracy w szkole podstawowej i rozpoczął studia przyrodnicze na Uniwersytecie Berlińskim. W 1878 na Uniwersytecie w Halle uzyskał doktorat z rozprawy „Die Conidienfrüchte von Fumago”. Wrócił do Berlina i jako profesor nadzwyczajny pracował przez kilka lat na Akademii Rolniczej. W 1883 roku został poproszony o objęcie stanowiska kierownika laboratorium roślin zarodnikowych na Uniwersytecie w Halle. W 1899 r. został profesorem i dyrektorem ogrodu botanicznego na Uniwersytecie w Münsterze. Zmarł w Münster w 1909 roku.

## Praca naukowa
W latach 1883–1899 przeprowadził szeroko zakrojone badania nad Chytridiales i innymi grzybami mikroskopijnymi będącymi pasożytami glonów i drobnych zwierząt. Opublikował także podręcznik grzybów, w którym przyjął systematykę podobną jak Julius Oscar Brefeld, ale w grupie workowców (Ascomycetes) dokonał dużych zmian taksonomicznych. Ponadto opisał askogonię u wielu workowców, ale wyraził wątpliwości co do ich prawdziwej funkcji płciowej. Kontynuował badania nad biologią i systematyką grzybów. Podczas pracy nad biologią grzybów bardziej zainteresował się metabolitami wtórnymi tych organizmów, zwłaszcza porostów. Publikował o bardziej ogólnych problemach związanych z biologią porostów, szczególnie z rodzaju Cladonia. Był pierwszym, który do oznaczania gatunków porostów wykorzystał odczynniki chemiczne. Swoje osiągnięcia w tym zakresie opublikował w pracy Die Flechtenstoffe in chemischer, botanischer, pharmakologischer und technischer Beziehung. Opisał w niej ponad 150 związków chemicznych znalezionych w porostach. Co prawda nie opisał struktury przestrzennej ich cząsteczek, ale od jego pracy zaczęła się badanie chemii porostów. Jako pierwszy zauważył, że grzyb Arthrobotrys oligospora aktywnie atakuje małe nicienie.
Opisał wiele nowych taksonów grzybów i porostów, dokonał też wielu przesunięć taksonomicznych wśród wcześniej opisanych taksonów. W ich nazwach naukowych dodawany jest cytat taksonomiczny Zopf. Edvard Vainio upamiętnił go nazywając jego nazwiskiem porost Cladonia zopfii.